# Camelomantis sondaica
Camelomantis sondaica är en bönsyrseart som beskrevs av Werner 1921. Camelomantis sondaica ingår i släktet Camelomantis och familjen Mantidae. Inga underarter finns listade i Catalogue of Life.